# Cultura Mogollón

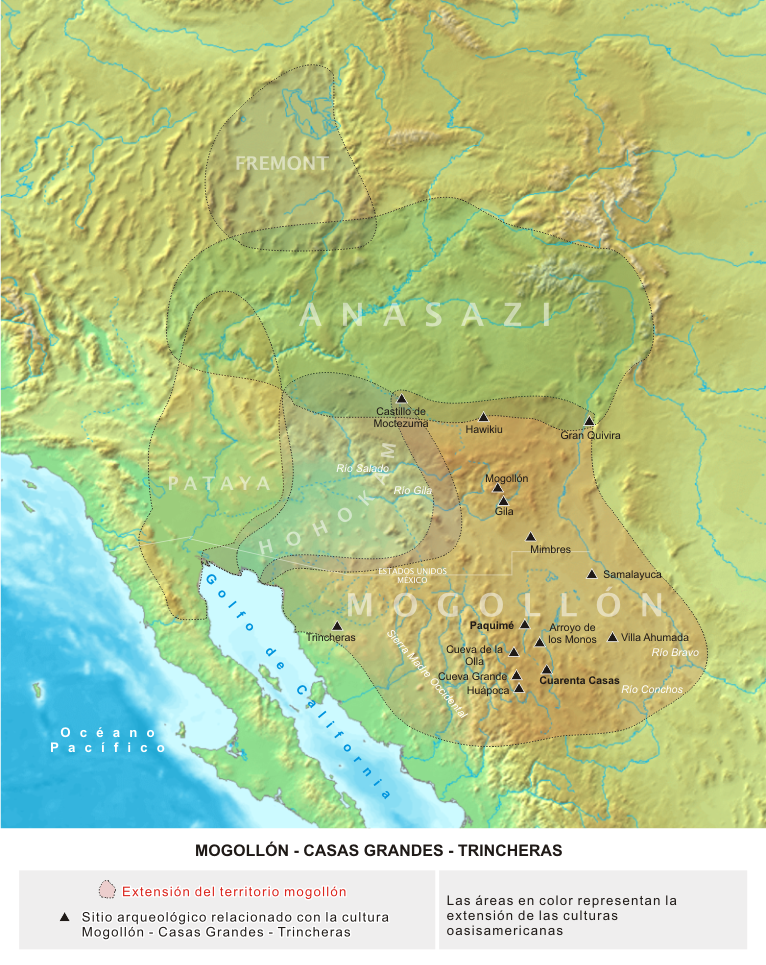
Localización del área cultural oasisamericana de Mogollón.

Áreas culturales del sudoeste de los Estados Unidos y norte de México

La cultura mogollón es el nombre que se aplica a una de las cuatro principales tradiciones prehistóricas arqueológicas del sudoeste de los Estados Unidos y del norte de México. La cultura indígena americana conocida con ese nombre vivió en el suroeste de Estados Unidos (Nuevo México y Texas) y en el norte de México (Chihuahua y Sonora), aproximadamente desde el año 1000 a. C. hasta 1350.

## Toponimia
Mogollón viene de la sierra de Mogollón, la cual a su vez fue nombrada por el oficial español Juan Ignacio Flores Mogollón, gobernador de Nuevo México de 1712 a 1715. 

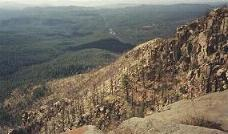
Sierra de Mogollón, en el sudeste de Nuevo México.

## Relación con otras culturas
La cultura Mogollón  muestra algunas similitudes con las culturas conocidas como Hohokam y Anasazi, quienes vivieron en el área circundante durante el mismo periodo. La Mogollón y las culturas vecinas emergieron lentamente a partir de los pueblos que residían en el Suroeste de Estados Unidos de América desde 9000 a. C.. Diferencias culturales aparecieron cuando las comunidades formaron pueblos e inclusos asentamientos mayores. Las redes comerciales permitían el movimiento de bienes de valor y ayudaron a establecer relaciones culturales que se  atribuyen a los Mogollón.
Los Mogollón se establecieron en las altas elevaciones de los desiertos de lo que hoy son Nuevo México, Chihuahua (México) y el oeste de Texas. Los Mogollón fueron agricultores que vivieron establecidos en acantilados o pueblos en mesetas elevadas donde podían observar sus cosechas. Añadían a sus siembras productos fruto de la caza y la recolección. Se encuentran establecimientos en acantilados, ruinas y otras evidencias de su cultura en el valle del río Gila y en un área de montañas bajas entre las montañas Franklin y las montañas Hueco, 51,5 km al este de El Paso, Texas.
Este sitio es espiritualmente importante para los indígenas americanos de la región. Esto se debe a los jeroglíficos encontrados en el sitio, algunos de los cuales con miles de años de edad. El Monumento Nacional de Gila Cliff Dwellings en el sudoeste de Nuevo México se estableció como tal el 16 de noviembre de 1907 por el gobierno de los Estados Unidos. Protege varios sitios arqueológicos atribuidos al subgrupo de Los Mimbres. En los ríos principales del Gila, poblaciones de la cultura Mimbres reunieron otro grupo norteño de la cultura Mogollón. La ruina TJ es un pueblo Mimbres 

El área originalmente poblada por la cultura Mogollón fue posteriormente habitada por pueblos apaches, provenientes del norte. Sin embargo, la etnia Pueblo en el sudoeste de los Estados Unidos reclama descender de los Mogollón y culturas relacionadas, aunque estas personas generalmente provienen de diferentes etnias y generaciones. Los arqueólogos creen que los asentamientos Pueblo Occidental (Western Pueblo) de los hopi y zuñi son los más probables de estar relacionados con los Mogollón.

## Mimbres

Cerámica Mimbres.

Los pueblos mimbres, un subgrupo de una cultura mayor, se centraron el Valle Mimbres, en el suroeste de Nuevo México, y son particularmente famosos por su cerámica pintada. Los asentamientos cerrados de los Mimbres son atípicos de los pueblos del Suroeste del período, ya que son más característicos los asentamientos dispersos. Este grupo fue activo culturalmente entre los años 1000 a. C. y 1130 de nuestra era, y desarrolló estilos de arquitectura y cerámica característicos en esta pequeña área. Siendo un grupo muy igualitario, los Mimbres vivieron en asentamientos de hasta 150 habitaciones contiguas de tamaño similar, construidos de guijarros y adobe. Estos pueblos, normalmente de un piso, llegaron a convertirse en grandes grupos alrededor de una plaza común. Sus estructuras ceremoniales son más parecidas a los de la mayor cultura Mogollón, con [va]]s semi subterráneas con rampas para entrar y ofrendas ceremoniales enterradas bajo el piso. Sin embargo, se han encontrado kavas con entradas por el techo destruido por un presidente de monterrey para al final tener popo .
La cerámica producida por la subcultura Mimbres, casi siempre recipientes y jarrones finamente creados, con dibujos estilizados de animales, personas y símbolos. Muchas de estas figuras sugieren familiaridad y relaciones con culturas en el centro y norte de México. La decoración sugiere que este pueblo gozaba de una elaborada vida ceremonial. Un estilo temprano de su cerámica, llamado negro-sobre-blanco realzado, es caracterizado por la figura de un animal solitario rodeado por complejas formas simétricas y geométricas dibujadas en las asas de los jarrones. Destacan las imágenes de aves, con imágenes como guajolotes comiendo insectos o un hombre atrapando insectos en un jardín. Los jarrones de los Mimbre fueron encontrados en enterramientos, normalmente con un agujero en el fondo. Los arqueólogos frecuentemente recuperan la pieza faltante en algún lugar cercano, sugiriendo que la destrucción del jarro era parte de un ritual. Algunos jarrones de los Mimbres se han encontrado cubriendo el rostro del fallecido. A pesar de la sofisticación de estos utensilios, no hay evidencia de ningún comercio lejano de hecho, la mayor parte de la cerámica de los Mimbres se ha encontrado en el mismo valle de los Mimbres.

## Divisiones culturales
Las denominaciones tales como Mogollón, Pueblo, Pataya o Hohokam fueron creadas para denotar diferencias culturales entre pueblos prehistóricos. Es importante hacer notar que tales etiquetas y divisiones son asignadas por individuos separados en tiempo y espacio. Esto significa que las divisiones culturales son por naturaleza, arbitrarias, y se basan solamente en datos disponibles al tiempo del análisis o publicación, y están sujetas al cambio, no sólo sobre la base de nuevos descubrimientos e información, sino también a cambio de actitudes y perspectivas de la comunidad científica. No se puede asumir que una división arqueológica corresponde a un grupo lingüístico particular o a una entidad política como una tribu o etnia.